# Tasikulooq
Tasikulooq är en sjö i Qaqortoq på Grönland.